# Spartacus: Blood and Sand
Spartacus: Blood and Sand (títol en castellà Espartaco: Sangre y arena) és la primera temporada de la sèrie Spartacus, compta amb 13 episodis de durada propera als 55 minuts, que es començaren a emetre el 22 de gener de 2010. S'ha de destacar la gran quantitat de violència i sang a la sèrie, a més a més de nombroses mutilacions corporals. També hi ha una gran quantitat d'escenes de sexe explícit. La sèrie presenta de manera novel·lada la vida del famós gladiador rebel Espàrtac, un gladiador traci que del 73 al 71 aC va dirigir un important aixecament d'esclaus contra la República Romana sortint de Càpua. Els productors executius Steven S. DeKnight i Robert Tapert van centrar la primera temporada titulada Spartacus: Blood and Sand, a estructurar els esdeveniments de la fosca vida primerenca d'Espàrtac que van conduir a l'inici dels registres històrics.
La sèrie es rodà a Nova Zelanda i destaca per la nombrosa aparició d'efectes digitals molt similars als vistos a la pel·lícula 300.

## Argument
La sèrie narra la vida del cèlebre Espàrtac, des de la seua captura a mans dels romans a la regió de Tràcia passant per la seua vida a l'escola de gladiadors de Lèntul Batiat, fins a la seua rebel·lió i fugida junt als seus companys gladiadors.
La història conta totes les peripècies d'Espartac dins del ludus, la seua convivència amb la resta de gladiadors, el tracte dels romans als propis gladiadors i les vivències de Batiatus, el lanista, i els seus intents d'ascendir socialment, utilitzant sense escrúpols als gladiadors.

## Repartiment i personatges
Espàrtac (Spartacus) (Andy Whitfield)
Espàrtac fou un guerrer traci. El poble traci passà a formar part de les tropes auxiliars romanes en la seua lluita contra els dacis. Decidí desertar en vore com els romans no complien amb les condicions fixades amb els guerrers tracis. Quan la seua vila és saquejada i cremada, fuig amb la seua muller però es capturat pel legat romà Clodi Glabre i venut a Batiat, dirigent d'una escola de gladiadors. Espartac es converteix en una llegenda en derrotar el greg Theokoles, un gladiador llegendari imbatut. Espàrtac aconsegueix la promesa que Batiat li duga al seu costat a la seua muller, que havia estat venuda com esclava per Glabre, però al retrobar-se amb ella, mor als seus braços a conseqüència de les greus ferides que havia sofert en l'assalt de la caravana que la transportava. Espàrtac descobreix que fou el propi Batiat qui havia ordenat l'assalt que va ocassionar la seua mort i junt amb els altres gladiadors dirigeix la rebel·lió contra la casa de Batiat.
Lèntul Batiat (Quintus Lentulus Batiuatus) (John Hannah)
Batiatus dirigeix una decadent escola de gladiadors en la ciutat de Càpua. Batiatus tracta de sobreviure ofegat pels deutes i cada vegada més eclipsat pels seus competidors. Gràcies a la victòria d'Espartac sobre un gladiador llegendari, comença a ascendir socialment i a aspirar un lloc en el Senat romà. Però els mètodes utilitzats en la seua ambició li portaran problemes i quan creu que ha lograt la seua pretensió s'enfronta a la rebel·lió dels seus gladiadors, sent assassinat pel mateix Espàrtac, qui li talla el coll.
Lucretia (Lucy Lawless)
Lucretia és la muller de Batiatus, calculadora i molt llicènciosa. Ajuda al seu marit amb els seus ambiciosos consells sobre l'escola de gladiadors. Té al gladiador Crix com a amant, primerament per a satisfer les seues necessitats sexuals, però s'enamora d'ell i acaba embarassada. Així aconsegueix l'hereu que tant ella com el seu marit necessitaven. En saber que Crix no la correspon en el seu amor i que està enamorat de la seua esclava Naevia, ordena que aquesta siga traslladada a un altre lloc llunyà. Durant la rebel·lió d'Espàrtac, Crix l'apunyala i la dona per morta.
Ilithia (Viva Bianca)
Ilithia es l'esposa del legat Claudi Glabre i filla d'un senador de Roma. Ostentosa, arrogant, cínica i extremadament manipuladora, després de visitar la casa de Batiatus es feu amiga de Lucrècia i començà a assistir a les lluites de gladiadors celebrades a Càpua. Desitja al gladiador Crixo i odia a Espartac. Per un complot de Lucrècia que li fa creure que està fornicant amb Crixo, descobreix que amb qui ha estat és amb Espartac (ambdós foren enganyats per Lucrècia, ja que usaven màscares). Ilithia fa tot el possible per eliminar a Espartac, com subornar a un gladiador gal perquè intenti assassinar-lo o de persuadir a Batiatus i Lucrècia perquè lluiti amb rivals cada vegada més forts. Durant la rebel·lió d'Espartac, Ilithia, que es trobava a la vila de Batiatus, aprofita la seua posició social i deixa tancats a tots els invitats a la vila (inclosos Batiatus i Lucrècia) i foren massacrats pels gladiadors rebels.
Clodi Glabre (Gaius Claudius Glaber) (Craig Parker)
Legat de les legions romanes de Tràcia, marit de Ilithia. Aconsegueix forjar una inestable aliança amb els tracis en la guerra de Roma contra els dacis. Fou persuadit per la seua esposa Ilithia perquè atacara a Mitridates VI Eupator que acosava a les legions romanes a l'Àsia Menor, això va causar la ira dels tracis que es rebel·laren. Glabre capturà a Espartac, un dels seus caps i el va vendre a Batiat, un dirigent d'una escola de gladiadors.
Crix (Crixus) (Manu Bennett)
Crixus és un gladiador d'origen gal, al contrari que la majoria de gladiadors, Crixus no lluita per aconseguir la seua llibertat i accepta la seua vida tal com és. Posseeix el títol de Campió de Càpua fins que fou greument ferit quan ell i Espartac s'enfrontaren al llegendari Theokoles, un gladiador imbatut. Espartac va eixir il·lés de la lluita i s'emportà la glòria de la victòria. Crixo passà molt de temps recuperant-se de les ferides i la seua fama s'apagava lentament. Enamorat de l'esclava Naevia, és amant de Lucrècia i la deixa embarassada. Els enamorats són separats per la gelosa Lucrècia, qui mor apunyalada pel mateix Crixus durant la rebel·lió d'Espartac.
Enòmau (Oenomaus) o Doctore (Peter Mensah)
En la seua joventut fou un dels millors gladiadors númides i sobrevisqué a greus ferides. Es convertí en el lleial entrenador dels gladiadors de la casa de Batiat. Home de gran honor i responsabilitat, el propi Batiat li ofereix la llibertat per fer-se càrrec de l'escola de gladiadors, mentre ell s'ocupa del seu ascens al Senat romà, quan descobreix per boca del propi Batiat que aquest havia manat assassinar Barca (guardaespatlles de Batiatus i amic d'Enòmao), raó que el fa decidir donar suport a la rebel·lió d'Espartac.
Sura (Erin Cummings)
Sura és l'esposa d'Espàrtac, d'orige traci. Espàrtac estava profundament enamorat d'ella i quan ambdós foren capturats pels romans, lluità per esbrinar on és trobava. Batiatus la va localitzar a Síria, des d'allí fou transportada fins Neapolis per dirigir-se cap a Càpua a reunir-se amb Espàrtac, però quan es troba amb ell, mor als seus braços a conseqüència de les greus ferides rebudes en l'assalt de la caravana que la duia, i que havia estat ordenat pel mateix Batiat.
Ashur (Nick E. Tarabay)
Un ex-gladiador siri. Una de les seus cames va quedar ferida durant una lluita amb el gladiador Crixus, així que passà a ser conseller i comerciant de Batiatus. Executà l'assassinat de Barca, un dels gladiadors de Batiatus. Durant la rebel·lió d'Espàrtac, Enòmao descobreix el fet i reta a Ashur a una lluita, ràpidament guanyada per Enòmao. Ashur després de despistar a Enòmao aconsegueix escapar.
Mira (Katrina Law)
Esclava a la vila de Batiatus. Assignada a Espartac per a calmar al guerrer, s'enamora d'ell.
Varro (Jai Courtney)
És un Gladiador que lluita per a pagar els seus deutes i per a mantenir a la seua família, es converteix en el millor amic d'Espàrtac i, en una manipulacio d'Ilithia, fou assassinat pel mateix Espàrtac en una lluita que, primerament, havia de ser d'exhibició, però que va acabar amb la mort de Varro, causant-li un gran dolor a Espàrtac.

## Estil
La sèrie va precedida per una advertència que pretén retratar un "retrat històric de l'antiga societat romana que conté violència gràfica i contingut per a adults". La nuesa incidental i les escenes de naturalesa sexual o violenta estan presents a tot arreu.

## Producció
Després de rodar a principis de 2009 i promocionar durant un temps, es va anunciar que Starz estrenaria Spartacus: Blood and Sand el 22 de gener de 2010.
Abans fins i tot de l'estrena la sèrie va ser renovada per una segona temporada el desembre de 2009, però el 9 de març de 2010, IGN.com va informar que la producció d'aquesta s'havia endarrerit perquè al protagonista Andy Whitfield li fou diagnosticat li fouamb un limfoma no hodgkinià en fase inicial. A causa del retard, Starz va anunciar el maig de 2010 que desenvoluparia una sèrie de preqüeles de sis episodis, titulada Spartacus: Gods of the Arena, per permetre a l'actor estrella Whitfield buscar tractament mèdic. La preqüela va comptar amb estrelles noves i recurrents, encapçalades per John Hannah com a Batiat i Lucy Lawless com a Lucretia. Andy Whitfield també hi va aparèixer breument en un paper de veu en off. La producció va començar a Nova Zelanda l'estiu de 2010 i la preqüela es va emetre a partir de gener de 2011.
El setembre de 2010, Starz va anunciar que Whitfield havia recaigut i que havia decidit no tornar per a la producció de la temporada 2, que llavors estava prevista provisionalment per al setembre de 2011. Starz va anunciar que, tanmateix, l'espectacle continuaria i va planejar reformular el paper d'Spartacus després de la sortida de Whitfield. Whitfield va donar la seva benedicció perquè Starz busqués algún altre pel paper quan va anunciar que no tornaria.

## Altres mitjans

### Joc de taula
El 2012 Gale Force Nine va anunciar la creació d'un joc de taula amb llicència basat en la sèrie Spartacus. El llançament en anglès del joc Spartacus: A Game of Blood and Treachery va tenir un llançament limitat a Gen Con 2012 i un llançament general a les botigues de jocs i aficions el 28 de setembre de 2012.

### Còmics
El 2009, Devil's Due va publicar una sèrie de còmics preqüeles de quatre parts, titulada Spartacus – Blood And Sand. Cada número va destacar un personatge de la propera sèrie de televisió, principalment els rivals gladiadors menors del repartiment principal.
La sèrie es va adaptar a una sèrie d'animació en 4 parts anomenada Spartacus – Blood and Sand – Motion Comic. Ray Park i Heath Freeman van ser escollits pels papers. Kyle Newman va ser el director, i els productors van ser Andy Collen i Jeff Krelitz.
| # | Títol                                                    | Protagonistes                 | Escriptor            | Artista                     | Durada (Sèrie animada) |
| - | -------------------------------------------------------- | ----------------------------- | -------------------- | --------------------------- | ---------------------- |
| 1 | Upon the Sand of Vengeance (A les Sorres de la Venjança) | Arkadios, la serp vermella    | Steven S. DeKnight   | Adam Archer                 | 16 minuts              |
| 2 | Shadows of the Jackal (Les ombres del xacal)             | Els bessons Gargan            | Jimmy Palmiotti      | Dexter Soy                  | 16 minuts              |
| 3 | The Beast of Carthage (La Bèstia de Cartago)             | Barca, la bèstia de Cartago   | Todd i Aaron Helbing | Jon Bosco i Guilherme Balbi | 9 minuts               |
| 4 | The Shwodw of Death (L'ombra de la mort)                 | Theokoles, l'ombra de la mort | Miranda Kwok         | Allan Jefferson             | 12 minuts              |

### Novel·les
El 2012 Titan Books va anunciar la publicació d'una sèrie de novel·les basades en Spartacus: Blood and Sand. El primer, titulat Spartacus: Swords & Ashes, va ser escrit per J.M. Clements i publicat el 3 de gener de 2012.
El segon llibre de la sèrie, Spartacus: Morituri de Mark Morris, es va publicar l'agost de 2012.